# (473058) 2015 HO90
(473058) 2015 HO90 es un asteroide perteneciente al cinturón exterior de asteroides, descubierto el 24 de agosto de 2001 por el equipo del Spacewatch desde el Observatorio Nacional de Kitt Peak, Arizona, Estados Unidos.

## Designación y nombre
Designado provisionalmente como 2015 HO90.

## Características orbitales
2015 HO90 está situado a una distancia media del Sol de 3,966 ua, pudiendo alejarse hasta 4,676 ua y acercarse hasta 3,255 ua. Su excentricidad es 0,179 y la inclinación orbital 3,727 grados. Emplea 2884 días en completar una órbita alrededor del Sol.

## Características físicas
La magnitud absoluta de 2015 HO90 es 15,5.